# 雷鸣球
雷鸣球（1942年—），湖南省祁阳县（今祁东县）人，中國人民解放军上将，南京军区原政治委员。

## 生平
1942年6月出生于祁阳县一个贫苦农民家庭。中华人民共和国成立后才读书。1959年考入株洲航空工业专科学校飞机发动机设计专业学习。1962年6月，参加中国人民解放军。曾任陆军迫击炮营营部战士、计算员、侦察班长。1964年6月加入中国共产党。1965年12月后，任陆军师迫击炮营排长、连副指导员、指导员。1969年任师政治部组织科副科长。1971年后调任广州军区政治部组织部青年科干事、副科长、科长。1978年10月当选为共青团第十届中央委员。1979年2月参加中越战争。1980年由广州军区选送到解放军政治学院完成班学习。1982年任师政治部主任。1983年任军副政治委员。1985年任集团军政委。1992年1月任广州军区政治部主任。1994年12月任南京军区副政委兼纪律检查委员会书记。2000年12月任南京军区政治委员。2008年，担任全国人大常委会委员、全国人大民族委员会副主任委员。
雷鸣球是中共第十三屆、十四屆、十五屆、十六屆中央委员。第十一屆全國人大常委會委員。1988年9月被授予少将军衔。1994年7月晋升为中将军衔。2004年6月晋升为上将军衔。